# 宇治町
宇治町是奉天滿鐵附屬地的一個町。位於今天的中華人民共和國遼寧省瀋陽市和平區，在北四條通以東，鄰接加茂町和淀町，其范围相当于现今的广州街。有奉天寺、日蓮寺和東本院寺三座日本佛教寺廟。